# Фігурне катання на літніх Олімпійських іграх 1908 — одиночне катання (жінки)
Змагання турніру з одиночного жіночого розряду з фігурного катання на літніх Олімпійських іграх 1908 відбувалися 28 та 29 лютого.
Усі змагання пройшли в Prince's Skating Club у районі Найтсбридж, у Лондоні. Першого дня жінки змагалися в обов'язковій програмі, а на наступний день — у довільній програмі.
У змаганнях брали участь 5 фігуристок зі 3 країн світу.

## Медалісти
| Золото       | Срібло          | Бронза              |
| Мардж Сайерз | Ельза Рендшмідт | Дороті Ґрінгоу-Сміт |
|              |                 |                     |

## Результати

### Медальний залік
| Поз. | Атлети              | Країна          | СП   | УБ     |
| ---- | ------------------- | --------------- | ---- | ------ |
| 1    | Мардж Сайерз        | Велика Британія | 5,0  | 1262,5 |
| 2    | Ельза Рендшмідт     | Німеччина       | 11,0 | 1055,0 |
| 3    | Дороті Ґрінгоу-Сміт | Велика Британія | 15,0 | 960,5  |
| 4    | Елна Монтгомері     | Велика Британія | 21,0 | 851,5  |
| 5    | Гвендолін Лісетт    | Велика Британія | 23,0 | 820,0  |

#### Обов'язкова програма
Дата: 28 лютого
| Поз. | Атлети              | Вік | Країна          | Судді  | Судді  | Судді  | Судді  | Судді     | Судді     | Судді | Судді | Судді     | Судді     | СП   | УБ    |
| Поз. | Атлети              | Вік | Країна          | Швеція | Швеція | Швеція | Швеція | Швейцарія | Швейцарія | Росія | Росія | Німеччина | Німеччина | СП   | УБ    |
| Поз. | Атлети              | Вік | Країна          | Бали   | П      | Бали   | П      | Бали      | П         | Бали  | П     | Бали      | П         | СП   | УБ    |
| ---- | ------------------- | --- | --------------- | ------ | ------ | ------ | ------ | --------- | --------- | ----- | ----- | --------- | --------- | ---- | ----- |
| 1    | Мардж Сайерз        | 26  | Велика Британія | 147,5  | 1      | 150,5  | 1      | 163,0     | 1         | 154,0 | 1     | 152,5     | 2         | 5,0  | 767,5 |
| 2    | Ельза Рендшмідт     | 22  | Німеччина       | 116,0  | 3      | 125,5  | 2,5    | 112,0     | 3         | 121,5 | 2     | 138,5     | 1         | 12,5 | 613,5 |
| 3    | Дороті Ґрінгоу-Сміт | 25  | Велика Британія | 129,0  | 2      | 125,5  | 2,5    | 119,0     | 2         | 113,0 | 3     | 118,5     | 4         | 13,5 | 605,0 |
| 4    | Елна Монтгомері     | 22  | Швеція          | 104,5  | 4      | 103,5  | 4      | 111,5     | 4         | 107,0 | 4     | 119,0     | 3         | 19,0 | 545,5 |
| 5    | Гвендолін Лісетт    |     | Велика Британія | 87,5   | 5      | 93,5   | 5      | 97,5      | 5         | 88,0  | 5     | 102,5     | 5         | 25,0 | 469,0 |

#### Довільна програма
Дата: 29 лютого
| Поз. | Атлети              | Вік | Країна          | Судді  | Судді  | Судді  | Судді  | Судді     | Судді     | Судді | Судді | Судді     | Судді     | СП   | УБ    |
| Поз. | Атлети              | Вік | Країна          | Швеція | Швеція | Швеція | Швеція | Швейцарія | Швейцарія | Росія | Росія | Німеччина | Німеччина | СП   | УБ    |
| Поз. | Атлети              | Вік | Країна          | Бали   | П      | Бали   | П      | Бали      | П         | Бали  | П     | Бали      | П         | СП   | УБ    |
| ---- | ------------------- | --- | --------------- | ------ | ------ | ------ | ------ | --------- | --------- | ----- | ----- | --------- | --------- | ---- | ----- |
| 1    | Мардж Сайерз        | 26  | Велика Британія | 108,0  | 1      | 85,5   | 1,5    | 103,5     | 1         | 108,0 | 1     | 90,0      | 1         | 5,5  | 495,0 |
| 2    | Ельза Рендшмідт     | 22  | Німеччина       | 85,5   | 3      | 85,5   | 1,5    | 99,0      | 2         | 90,0  | 2     | 81,5      | 2         | 9,5  | 441,5 |
| 3    | Дороті Ґрінгоу-Сміт | 25  | Велика Британія | 81,0   | 2      | 81,0   | 3      | 63,0      | 4,5       | 67,5  | 4     | 63,0      | 3         | 17,5 | 355,5 |
| 4    | Гвендолін Лісетт    |     | Велика Британія | 76,5   | 4      | 58,5   | 5      | 90,0      | 3         | 72,0  | 3     | 54,0      | 4         | 19,5 | 351,0 |
| 5    | Елна Монтгомері     | 22  | Швеція          | 63,0   | 5      | 63,0   | 4      | 63,0      | 4,5       | 63,0  | 5     | 54,0      | 5         | 23,0 | 306,0 |

Рефері:  Герберт Дж. Фоулер
Судді:
1. Геннінг Гренандер
2. Едвард Гюрле
3. Густав Гюґель
4. Георгій Сандерс
5. Германн Вендт